# Kirby-le-Soken
Kirby-le-Soken – wieś w Anglii, w hrabstwie Essex, w dystrykcie Tendring. Leży 53 km na wschód od miasta Chelmsford i 101 km na wschód od Londynu. W 2015 miejscowość liczyła 1370 mieszkańców.